# Sweetest Pie
«Sweetest Pie» es una canción de la rapera estadounidense Megan Thee Stallion y la cantante albanobritánica Dua Lipa, lanzada el 11 de marzo de 2022 a través de 1501 Certified y 300 Entertainment como el sencillo principal del próximo segundo álbum de estudio de Megan Thee Stallion.

## Antecedentes
En junio de 2021, Megan Thee Stallion expresó su interés en hacer una colaboración con Dua Lipa, a lo que Lipa respondió diciendo que también le encantaría hacer una colaboración con Megan Thee Stallion. Megan Thee Stallion y Lipa comenzaron a hacer insinuaciones de la colaboración en febrero de 2022 después de que la última artista se dirigiera a la primera como «la tarta más dulce» cuando le envió una tarta por su cumpleaños. Ese mismo mes, Megan Thee Stallion insinuó que su próximo sencillo sería con alguien que sus fanáticos podrían haber adivinado antes y que era una canción inesperada para ella y «diferente».
El 6 de marzo de 2022, Megan Thee Stallion y Lipa anunciaron formalmente su colaboración. La primera lanzó una imagen promocional de los rostros de las dos artistas en pasteles, mientras que la segunda compartió un fragmento de 5 segundos de la canción acompañado de un video de una conversación de texto entre las dos en el que compartieron imágenes de ellas juntas. Revelaron la portada y el título como «Sweetest Pie» al día siguiente. La pista fue lanzada el 11 de marzo de 2022.

## Video musical
El video musical de «Sweetest Pie» acompañó el lanzamiento de la canción y fue dirigido por Dave Meyers, con un concepto creado por Megan Thee Stallion. El video musical está inspirado en la historia de Hansel y Gretel al «dar la bienvenida a un dúo de hombres desprevenidos a su guarida, y finalmente atraerlos a la muerte».

## Créditos y personal
Créditos adaptados de Qobuz y Tidal.
- Megan Pete – voz, composición
- Dua Lipa – voz, composición
- Clarence Coffee Jr. – composición
- Nija Aisha-Alayja Charles – composición
- Sarah Hudson – composición
- Joshua Isaiah Parker – composición, producción
- Platinum Library – producción
- Romano – producción
- Stephen Kozmeniuk – composición, producción adicional
- Shawn «Source» Jarrett – ingeniería de grabación de voz
- Mark Shick – ingeniería de grabación de voz
- Mike Dean – mezcla, masterización

## Posicionamiento en listas
| Listas (2021–2022)                                | Mejor posición |
| ------------------------------------------------- | -------------- |
| Alemania (Official German Charts)                 | 76             |
| Australia (ARIA)                                  | 25             |
| Bélgica (Ultratop 50 Valonia)                     | 42             |
| Canadá (Billboard Canadian Hot 100)               | 19             |
| Canadá (Billboard Canada CHR/Top 40)              | 24             |
| Canadá (Billboard Canada Hot AC)                  | 49             |
| Eslovaquia (Rádio Top 100)                        | 94             |
| Eslovaquia (Singles Digitál Top 100)              | 100            |
| Estados Unidos (Billboard Hot 100)                | 15             |
| Estados Unidos (Billboard Adult Top 40)           | 33             |
| Estados Unidos (Billboard Dance/Mix Show Airplay) | 31             |
| Estados Unidos (Billboard Hot Rap Songs)          | 3              |
| Estados Unidos (Billboard Mainstream Top 40)      | 14             |
| Estados Unidos (Billboard Rhythmic)               | 19             |
| Francia (SNEP)                                    | 153            |
| Grecia (IFPI)                                     | 35             |
| Irlanda (IRMA)                                    | 14             |
| Lituania (AGATA)                                  | 49             |
| México (Billboard Mexico Airplay)                 | 35             |
| (Billboard Global 200)                            | 12             |
| Nueva Zelanda (RMNZ)                              | 33             |
| Países Bajos (Single Tip)                         | 5              |
| Polonia (Polish Airplay Top 100)                  | 61             |
| Reino Unido (OCC)                                 | 31             |
| Sudáfrica (RISA)                                  | 85             |
| Suecia (Sverigetopplistan)                        | 59             |
| Suiza (Schweizer Hitparade)                       | 54             |
| Vietnam (Billboard Vietnam Hot 100)               | 35             |

## Historial de lanzamiento
| Región         | Fecha               | Formato(s)                    | Discográfica                     | Ref    |
| -------------- | ------------------- | ----------------------------- | -------------------------------- | ------ |
| Varios         | 11 de marzo de 2022 | CD Descarga digital streaming | 1501 Certified 300 Entertainment | [ 49 ] |
| Varios         | 11 de marzo de 2022 | Descarga digital streaming    | 1501 Certified 300 Entertainment | [ 49 ] |
| Italia         | 11 de marzo de 2022 | Airplay                       | Warner Recors                    | [ 50 ] |
| Estados Unidos | 14 de marzo de 2022 | Adult contemporary radio      | 1501 Certified 300 Entertainment | [ 51 ] |
| Estados Unidos | 15 de marzo de 2022 | Contemporary hit radio        | 1501 Certified 300 Entertainment | [ 52 ] |
| Estados Unidos | 15 de marzo de 2022 | Rhythmic contemporary radio   | 1501 Certified 300 Entertainment | [ 53 ] |
| Alemania       | 20 de marzo de 2022 | Airplay                       | Desconocido                      | [ 54 ] |